# SOS Bonheur
SOS Bonheur est une série de bande dessinée dystopique belge réalisée par le dessinateur Griffo et le scénariste Jean Van Hamme. D'abord parue en six épisodes dans l'hebdomadaire Spirou entre 1984 et 1986, elle a été publiée en trois tomes entre 1988 et 1989, avec un épisode final complémentaire inédit en périodique.
Le premier tome d'une saison 2, scénarisée par Stephen Desberg, est paru en 2017 suivi d'un second tome en 2019.

## Synopsis
Plusieurs histoires courtes décrivent les trajectoires individuelles de personnes opposées à un système social coercitif, qui régente le moindre aspect de leur vie professionnelle ou privée. L'épilogue fait se rejoindre les fragments en une conclusion pessimiste.

### Plan de carrière
François Mortier, ancien chômeur de courte durée, a réussi à décrocher un emploi au sein de la Compagnie d’Analyses Générales, plus simplement appelée CAG, alors que le manque de travail touche très durement le reste de la population. Son nouveau travail, bien payé, consiste très simplement à noter dans un registre les différences entre les chiffres émis par deux imprimantes séquentielles. Mais très rapidement, François se demande à quoi correspondent ces chiffres. Il se rend facilement compte que ses collègues ne savent pas grand-chose de plus, et qu'au final, le travail de son service, voire le fonctionnement même de la CAG, reste très flou aux yeux de tous.
Plusieurs fois averti par sa hiérarchie, mis en garde par ses collègues, incompris par sa femme, risquant d'être renvoyé pour être remplacé par le premier chômeur qui passe, François n'a plus qu'une obsession : trouver des réponses. S'introduisant par effraction au dernier étage de l'immeuble de la CAG, celui de la Direction, il y disparaît mystérieusement; plus personne n'entendra parler de lui... La CAG affirmant même à sa femme que François Mortier n'a jamais fait partie de ses effectifs.

### À votre santé
Michelle Duchant ne supporte plus le système de santé actuel ; pourtant, ce système, auquel il est obligatoire de s'affilier pour être soigné, a mis en place toutes les mesures nécessaires pour s'assurer de la bonne santé de ses adhérents. La police médicale peut venir perquisitionner pour contrôler le bon état des appareils électriques ; votre médecin décide de ce que vous avez le droit de manger pour garder la forme, y compris au restaurant ; regarder le bulletin météo est obligatoire pour éviter de tomber malade ; se promener sous les arbres par temps humide ou s'embrasser vous fera verbaliser... Cette santé a un coût élevé, autant au sens propre qu'au figuré, car toute amende est faite en pourcentage du salaire, l'affiliation elle-même en coûtant le tiers. Michelle décide de se désaffilier.
Le bonheur, lorsqu'on est désaffilié, c'est qu'on peut manger ce que l'on veut au restaurant, que l'on touche son salaire en totalité, que l'on peut partir en vacances autre part qu'à la mer... mais le problème, c'est qu'aucun professionnel de santé n'a le droit de soigner un non-affilié, de le vacciner, de lui vendre des médicaments... Aussi, lorsque la fille de Michelle, Émilie tombe malade et contracte le tétanos, que son ex-mari Robert est arrêté pour avoir tenté d'acheter des médicaments au marché noir, que peut faire Michelle ? Si elle est arrêtée également, que deviendra sa fille ?

### Vive les vacances!
C'est le temps des vacances. En soi, c'est tout le temps le temps des vacances. L'État a tout prévu : que l'on soit en été ou en automne, on a droit aux vacances payées par l'État, et organisées par le ministère des Vacances nationales. L'État possède les cars qui vous emmènent aux camps de vacances, et l'État possède également les camps de vacances, où les gentils animateurs organisent le temps des vacanciers de la même manière pour tous. Il n'est pas bon de rester dans sa chambre, à l'écart des réjouissances - vous pourriez être mal noté, et partir en hiver au bord de la mer... Mais si vous avez un comportement correct et un bon niveau social, à vous le mois d'août !
Deux adolescents, qui suivent comme tous les autres le programme imposé par le planning, arrivent à la mer. Les groupes, les couples sont formés par les animateurs - pas question d'y déroger. Mais lorsqu'on est amoureux, on est capable de faire beaucoup de choses pour rester ensemble, même contre tous les autres. Même contre l'État.

### Sécurité publique
Joachim Robin-Dulieu est devenu chef de cabinet à la sécurité publique. C'est la nouvelle star du système politique : jeune, beau, intelligent, bref, un vrai playboy, il a toutes les qualités qui vont pouvoir le faire monter, progressivement, à la fonction ultime.
Il est notamment l'inventeur et le promoteur de la Carte universelle (CU), qui a remplacé tous les moyens de paiement et d'identification (casier judiciaire, carnet de santé...). Toutes les transactions monétaires privées sont donc contrôlées par l'État, mais il est évidemment impératif d'être inscrit sur le Grand fichier central de la population pour survivre...
Mais la propre carte de Joachim Robin-Dulieu a une défaillance : elle n'est reconnue valable nulle part. L'administration qui gère la CU lui annonce la mauvaise nouvelle : Joachim Robin-Dulieu n'est tout simplement pas présent dans le Grand fichier central de la population, et il doit prouver son existence.
Perdant petit à petit tous les avantages que le système pouvait lui apporter, incapable de récupérer l'argent de son compte bancaire, expulsé de son logement de fonction, Joachim Robin-Dulieu est soupçonné d'être un « agent de l'étranger infiltré au sommet », et finit par être arrêté par la police, après le vol d'une baguette de pain à la sortie d'un supermarché.

### Planning familial
Branle-bas de combat à la Présidence de la République : un terroriste s'est introduit, et pourrait s'en prendre au Président du pays ! Mais le Président reste très flegmatique devant cette possibilité ; il invite même, à l'insu de son service de sécurité, le « terroriste » dans ses appartements privés. Johnny, tout jeune enfant mais déjà rebelle, se méfie de ce vieillard débonnaire qui lui propose de lui raconter sa vie. Johnny finit par lui parler des enfants qui naissent en dehors du contrôle des naissances, au-delà des quotas prévus par famille. L'enfant lui parle de ceux qui, comme lui, comme tous les « illegs », doivent vivre en marge de la société parce qu'ils n'y ont pas leur place. Et il lui parle également des camps prévus pour enfermer ces enfants lorsqu'ils sont découverts, camps qui officiellement n'existent pas plus que les enfants...

### Profession protégée
Stéphane Grenier reçoit, à l'issue de ses études, le titre de « maître écrivain » de la part du ministère des Arts et des Lettres. Cette haute distinction, le rang le plus élevé de la caste des écrivains d'état, lui permet d'accéder à un niveau de vie dans lequel il n'a plus aucun souci matériel. Mais cette fonction oblige l'écrivain à produire de la matière intellectuelle : roman, poésie, nouvelle, etc. Les éditeurs sollicités par Grenier refusent tout ce qui ne serait pas conforme à la ligne éditoriale de l'Etat, auquel chaque éditeur rend des comptes : les œuvres gaies, optimistes, et consensuelles sont publiables ; le reste non.
Fils lui-même d'un écrivain d'état, moins distingué que lui, Stéphane étouffe dans ce carcan qu'on lui impose. Mais pour celui qui veut faire des œuvres sur d'autres thèmes, il lui faut renoncer aux distinctions, au régime de faveur, et il doit retourner travailler comme n'importe qui. Par contre, si jamais ses œuvres contestataires venaient à être saisies, on pourrait l'arrêter pour « exercice illégal de l'écriture »...

### Révolution
Une véritable innovation a été mise en place dans le monde judiciaire : afin de désengorger les tribunaux débordés, un juge unique, informatique, « le grand ordinateur judiciaire » nommé Thémis a pris ses fonctions. Mais le jour où il condamne à mort Robert Langlais, coupable d'un simple délit, le système politique défend le verdict et s'apprête à réautoriser la peine de mort. Louis Carelli, policier grisonnant, s'intéresse de près à Langlais, qui a été arrêté alors qu'il venait de croiser inopportunément sa fille Émilie. Une photo qu'il a réussi à lui subtiliser représente l'anniversaire de la petite, entourée de sa mère, mais également d'autres « déregs » dont la nièce de Carelli. Celui-ci se rapproche de l'avocat de Langlais, Marcel Blanchart, un vieil ami, sur qui il compte afin de retrouver sa nièce. Mais sur la photographie est également présent Abel, le leader des « déregs », cible prioritaire du gouvernement. Carelli est donc surveillé de très près par la police politique, et tous les anciens proches des déregs lui ferment la porte au nez.
Carelli finit par retrouver la cache de tous ces illégaux, qui lui proposent de les aider à faire évader Langlais le jour de son exécution. Carelli accepte, mais les illégaux lancent également le jour même l'offensive ultime de leur révolution. Carelli est convié à rencontrer, tout en haut de l'immeuble de la CAG, les vrais dirigeants de la révolution : les « maitres du monde », vieillards qui lui racontent comment ils ont manipulé le système, qu'ils ont mis en place, afin de créer des illégaux qui finiraient par renverser ledit système, et mis en place un nouveau pouvoir qu'il faudrait un jour renverser... Grâce à l'aide de la CAG, ils parvenaient à détecter les personnes potentiellement capables de mener cette révolution selon leur plan. Carelli est ensuite relâché, les vieillards ne souhaitant le rencontrer que pour en faire un témoin de leur puissance. Voulant prendre la parole lors du grand rassemblement pour la chute du régime, et sans doute dénoncer les manipulations auxquelles la révolution a été soumise, il est abattu par un tireur isolé - et transformé aussitôt en martyr du nouveau pouvoir.

## Analyse
SOS Bonheur est une bande dessinée de politique-fiction, un peu dans la lignée du roman 1984 de George Orwell. L'auteur y pousse à son paroxysme une société démocratique où les lois encadrent le quotidien des citoyens au point d'empêcher quasiment toute initiative personnelle.
Van Hamme pose la question de l'implication de l'État dans nos vies à travers plusieurs histoires axées chacune sur un thème spécifique, décrivant les dérives auxquelles le système pourrait mener :
- Plan de carrière sur le travail en entreprise : « Les principales qualités attendues des travailleurs de l'entreprise sont l'esprit d'équipe, l'efficacité dans le service et le respect de la discipline intérieure. […] Tout manquement aux normes établies par le présent règlement sera passible de renvoi immédiat. » (extrait du règlement de travail de la Compagnie d'Analyses Générales)
- À votre santé sur le système de santé : « L'affilié a pour premier devoir de protéger sa santé. […] Les agents de la Police Médicale auront les plus larges pouvoirs de surveillance et d'investigation pour sanctionner les contrevenants. » (circulaire de la Caisse Nationale d'Assurance Médicale Unifiée)
- Vive les vacances ! sur le système de vacances : « Le calendrier des vacanciers enregistrés est établi en fin d'année pour les douze mois de l'année suivante. […] Toute demande de changement de date ou d'affectation sera examinée par les services compétents en fonction du dossier social du demandeur. » (décret du Ministère des Vacances Nationales)
- Sécurité publique sur le système sécuritaire : « Pour jouir de la plénitude de ses droits civiques, tout citoyen doit être enregistré au Fichier Central de la Population. […] Les agents de la Police du Fichier, relevant du ministère de la Sécurité Publique, auront toute qualité pour interpeller les contrevenants. » (arrêté ministériel)
- Planning familial sur le contrôle des naissances : « Afin de préserver au mieux l'équilibre des nations et l'harmonie du monde, les pays signataires s'engagent à adopter des normes de croissance démographique établies de commun accord. […] A charge pour chacun d'entre eux d'édicter les lois nationales permettant de les faire respecter. » (article de la Charte internationale pour le Contrôle de la Démographie mondiale)
- Profession protégée sur la culture : « Une mission primordiale de tout responsable culturel conscient de ses responsabilités à long terme est de permettre aux véritables artistes de créer en toute liberté matérielle. » (extrait d'allocution du Ministre des Arts et Lettres)

Toutes ces histoires permettent de décrire le fonctionnement et l'oppression de cet État totalitaire, aboutissant à la dernière histoire en guise de conclusion :
- Révolution : « Il faut que tout change pour que rien ne change » (c'est le but auquel parviennent « les vrais dirigeants de la révolution », et aussi « La première mission du policier est de veiller à la sécurité de l'État. […] En tant qu'auxiliaire de la Justice, l'officier de police assurera en toutes circonstances et indépendamment de tout sentiment personnel, le respect de l'ordre et de la loi. » (extrait de Devoir et sacrifice la revue trimestrielle de la Fédération inter-polices)

En 2018, le magazine Usbek & Rica note que trente ans après leur publication les récits ont été visionnaires. Le récit plan de carrière trouve un écho avec les Bullshit jobs, Sécurité publique avec la Surveillance globale ou Révolution avec la Justice prédictive.
Si la première saison de la série publiée dans les années 1980 montrait une société pensée comme idéale qui se détraque, la deuxième saison parue en 2017 montre une société où les extrêmes auraient triomphé.

## Autour de l'œuvre

### Création
Les deux premiers volumes de la série sont créés d'après les scénarios de Van Hamme, qui au départ devaient être utilisés pour une série télévisée. Le projet n'ayant pas abouti, Van Hamme réadapte ses scénarios pour la bande dessinée.

### Traits graphiques
Le policier Louis Carelli apparait dans l'histoire sous les traits de l'acteur Lino Ventura.

## Parutions initiales et éditions

### Parution dansSpirou
Les épisodes sont parus sans titres dans l'hebdomadaire : les titres furent donnés lors de leur parution en albums :
- Spirou no  2430 du 8 novembre 1984 : Plan de carrière.
- Spirou no  2439 du 10 janvier 1985 : À votre santé.
- Spirou no  2473 du 3 septembre 1985 : Vives les vacances.
- Spirou no  2484 du 19 novembre 1985 : Sécurité publique.
- Spirou no  2510 du 20 mai 1986 : Planning familial.
- Spirou no  2525 du 2 septembre 1986 : Profession protégée.

### Édition en albums
Édités par Dupuis, dans la collection « Aire libre ».
- SOS Bonheur - Tome 1, regroupant les épisodes 1, 2 et 3 (mai 1988)  (ISBN 2-8001-1544-0)
- SOS Bonheur - Tome 2, regroupant les épisodes 4, 5 et 6 (novembre 1988)  (ISBN 2-8001-1547-5)
- SOS Bonheur - Tome 3, comprenant le seul épisode 7, inédit en périodique (juin 1989)  (ISBN 2-8001-1663-3)
- SOS Bonheur - Édition intégrale, regroupant les épisodes 1 à 7 (mai 2001)  (ISBN 2-8001-2639-6)
- SOS Bonheur - Tome 1, Saison 2 (novembre 2017)  (ISBN 978-2800167428)
- SOS Bonheur - Tome 2, Saison 2 (novembre 2019)  (ISBN 978-2800173610)